# CYBERG Corp. Nyrt.
A Cyberg Corp. Nyrt. egy magyar technológiai vállalat, amely Blockchain, valamint mesterséges intelligencia alapú fejlesztésekre specializádott. A társaság az AnyUpp nevű termékével a gasztronómiai- és kereskedelmi szektor digitalizációján keresztül egy mesterséges intelligencia alapú e-commerce platformot épít, s ezáltal kapcsol össze fizikai és online térben helyeket, fogyasztókat. Emellett jelentős nemzetközi fintech és gaming projektekben vesz részt. 2018. februári számában a Forbes magazin a Facebook és McDonald’s keverékeként jellemezte a KAJAHU étterme alapján. A vállalat részvényei 2019. január 10-óta a BÉT Xtend piacán kereskedhető.

## Története
2012-ben megalapította saját éttermét Rózsa Balázs a budapesti Nagymező utcában Kaja.hu néven. Rövidesen feladta az OTP-nél lévő befektetési bankári állását és egy új technológiai alapú üzleti modellen kezdett dolgozni.
2015-ben kisbefektetőként csatlakozott az étteremhez a reklámpiaci tapasztalatokkal rendelkező Szabó Erik Zoltán. Közösen újratervezték a koncepciókat, többé nem vendéglátóipari cégként tekintettek magukra, és ez év októberében létrehozták a Cybergastro Zrt.-t, melyben az éttermet üzemeltető Kaja.hu Kft. leányvállalatként üzemelt tovább. Az étterem időközben átköltözött a Petőfi Sándor utcába és KAJAHU néven üzemelt tovább. A KAJAHU név a magyar kaja és az angol Hungary szavak alapján jött létre utalva a tevékenységi körre és az eredetre.
2018. október 19-én a Budapesti Értéktőzsde Xtend piacán bevezetésre került a cég.
2019. január 10. volt az első kereskedési nap a cég részvényeivel.
2019 márciusában megnyílt a második KAJAHU étterem a Corvin-negyedben. Ez volt az első franchise alapú étterem, melyből a tervek szerint jelentős növekedést vártak. Ebből egyelőre több nem valósult meg.
2020 februárjában a cég felvásárolta a BITGAP Informatikai és Szolgáltató Kft.-t., és csatlakozott a CYBERG igazgatótanácsához és tulajdonosi köréhez Kiss Konrád, a BITGAP korábbi tulajdonosa.
2020. április 22-én a vállalat szándéknyilatkozatot adott ki a Coffeeshop Company többségi részesedésének megvásárlásáról. Ez végül a Coffeeshop Company tulajdonosváltása okán nem valósult meg. 2021 januárjában pedig a magyar központú Cafe Frei lánccal kötöttek együttműködési megállapodást.
2020 nyarán AnyUpp néven debütált a vállalat e-commerce alkalmazása, amely a vendéglátóhelyek digitalizációját tűzte ki célul. A tervek szerint a későbbiekben horizontálisan más szektorok felé is nyit, és cash-back lojalitásösztönző rendszerrel bővül.
2021 szeptemberében a társaság bejelentette, hogy tőkebevonás révén további kompetenciafejlesztéseket, létszámbővítést és tőkeköltség optimalizálást tervez, valamint újabb akvizíciós lehetőségeket vizsgál.